# Yūya Sano
Yūya Sano (japanisch 佐野 裕哉 Sano Yūya; * 22. April 1982 in der Präfektur Shizuoka) ist ein japanischer Fußballspieler.

## Karriere
Sano erlernte das Fußballspielen in der Schulmannschaft der Shimizu Commercial High School. Seinen ersten Vertrag unterschrieb er 2001 bei den Tokyo Verdy. Der Verein spielte in der höchsten Liga des Landes, der J1 League. Für den Verein absolvierte er neun Erstligaspiele. 2004 wechselte er zum Zweitligisten Shonan Bellmare. Für den Verein absolvierte er 45 Ligaspiele. Danach spielte er bei den V-Varen Nagasaki, Giravanz Kitakyushu und SC Sagamihara.